# Anna Maria Meinl
Anna Maria Meinl, född 1799, död 1858, var en österrikisk entreprenör.
Hon gifte sig med Adalbert Meinl (1780–1844) som grundade ett framgångsrikt företag som tillverkade spetsar; det satte upp filialer i Wien (1836) och Budapest (1838). Vid makens död 1844 tog hon över företaget Adalbert Meinls Erben i Bärringen, som hon drev tillsammans med sin svåger Theodor Wöllner (1816–1890). 1851 deltog företaget i Londonutställningen 1851 och 1852 öppnades en filial i Milano.
Företaget ärvdes av sonen Anton Karl Meinl (1821–1873).